# Língua lega
Lega é uma língua bantu, ou um grupo de dialetos da República Democrática do Congo. Existem duas variedades principais: Shabunda Lega e Mwenga Lega. O Mwenga Lega, com cerca de 10% dos falantes, considera o Shabunda difícil de entender. 
As grafias variantes de 'Lega' são Rega, Leka, Ileka, Kilega, Kirega. O Shabunda também é conhecido como Igonzabale, e o Mwenga como Shile ou Ishile. Relata-se que o dialeto gengele é um língua crioula baseado no Shabunda. 
De acordo com o Ethnologue, a língua bembe faz parte do mesmo continuum dialetal. A língua nyindu é um dialeto da língua shi que foi fortemente influenciado por Lega.

## Fonologia

### Consoantes
|             |             | Labial | Alveolar | Palatal | Velar |
| ----------- | ----------- | ------ | -------- | ------- | ----- |
| Nasal       | Nasal       | m      | n        | ɲ       | ŋ     |
| Plosiva     | surda       | p      | t        |         | k     |
| Plosiva     | sonora      | b      | d        | (ɟ)     | g     |
| Fricativa   | surda       | (f)    | s        | ʃ       |       |
| Fricativa   | sonora      | v      | z        |         |       |
| Vibrante    | Vibrante    |        | r        |         |       |
| Lateral     | Lateral     |        | l        |         |       |
| Aproximante | Aproximante |        |          | j       | w     |

- [ɟ] também pode ser ouvido na sequência consonantal /ɡj /.[1]
- /f/ pode ser ouvido em palavras emprestadas de outras línguas[2]

### Vogais
|              | Anterior | Central | Posterior |
| ------------ | -------- | ------- | --------- |
| Fechada      | i        |         | u         |
| Meio Fechada | ɪ        |         | ʊ         |
| Medial       | e        |         | o         |
| Aberta       |          | a       |           |